# Electric Warrior
Electric Warrior  (рус. Электрический Воин) — шестой студийный альбом английской рок-группы T. Rex, вышедший в 1971 году. Наиболее знаменитые песни — «Get It On», «Jeepster». В год своего выхода и в последующий год альбом занимал первое место в списках UK Albums Chart.

## Критика
Бен Герсон из журнала Rolling Stone в своем обзоре 1972 года отметил отступление Болана от его более ранних сказочных текстов, отметив, что теперь «его мишенями являются обычные рок-н-ролльные клише, а также общие псевдопоэтические, псевдофилософские рок-н-ролльные клише. Кажется, что в этом альбоме Марк хочет сказать, что рок в конечном итоге столь же причудлив, как волшебники и единороги и такой же несуществующий как и они». Критик Роберт Кристгау из The Village Voice был сдержан в своей похвале, заявив: «Чудаковатый хит превратил Болана в певца ритмических сказок для британских подростков. Это как раз то, для чего он всегда подходил». Крис Джонс из BBC Music назвал альбом «кусочком поп-рая» и заявил, что «это был момент, когда Болан и продюсер Тони Висконти взяли хиппи-лирику и вокальный стиль Ларри "Ягненка" и соединили их со старым добрым рок-н-роллом с участием четырёх человек». В своем ретроспективном обзоре Стив Хьюи из AllMusic назвал его «альбомом, который по существу положил начало повальному увлечению британским глэм-роком» и написал, что «настоящая причина, по которой Electric Warrior так хорошо выдерживает испытание временем в том, что он так свободно упивается собственной абсурдностью и преднамеренным отсутствием содержания. Отсутствие помпезности, верность основам написания песен и тщательно продуманная театральность Болана призваны, чтобы влиять на все, от хард-рока до панка и новой волны». Брайан Джеймс из Pitchfork назвал альбом «первым и лучшим из трио блестящих альбомов», заявив, что «когда T.Rex выпускает джемы, они звучат как будто ребята проводят самое веселое и абсурдное время», но добавляя, что «самый важный аспект Electric Warrior - это не железная уверенность Болана, а то, что он позволяет соскользнуть своей ухмыляющейся маске. В таких балладах, как «Cosmic Dancer», «Monolith» и «Girl», он говорит той же тарабарщиной, что и везде, но его явно что-то преследует».

## Список композиций
| №   | Название           | Автор(ы)   | Длительность |
| --- | ------------------ | ---------- | ------------ |
| 1.  | «Mambo Sun»        | Марк Болан | 3:40         |
| 2.  | «Cosmic Dancer»    | Марк Болан | 4:30         |
| 3.  | «Jeepster»         | Марк Болан | 4:12         |
| 4.  | «Monolith»         | Марк Болан | 3:49         |
| 5.  | «Lean Woman Blues» | Марк Болан | 3:02         |
| 6.  | «Get It On»        | Марк Болан | 4:27         |
| 7.  | «Planet Queen»     | Марк Болан | 3:13         |
| 8.  | «Girl»             | Марк Болан | 2:32         |
| 9.  | «The Motivator»    | Марк Болан | 4:00         |
| 10. | «Life’s a Gas»     | Марк Болан | 2:24         |
| 11. | «Rip Off»          | Марк Болан | 3:40         |

## В записи участвовали
- Марк Болан — гитара, вокал
- Микки Финн — конга, бонго
- Стив Кюрри — бас-гитара
- Билл Леджент — ударные
- Говард Кейлан — бэк-вокал
- Марк Вольман — бэк-вокал
- Рик Уэйкман — клавишные
- Иэн Макдональд — саксофон
- Барт Коллинз — флюгельгорн

А также
- Бейкер, Рой Томас — звукорежиссёр
- George Underwood — фотограф